# Euphonia luteicapilla
Euphonia luteicapilla là một loài chim trong họ Fringillidae.